# Muhammedbilderna i Jyllands-Posten
Muhammedbilderna i Jyllands-Posten var tolv satirteckningar som publicerades i den danska dagstidningen Jyllands-Posten den 30 september 2005. Bilderna sades föreställa den islamiske profeten Muhammed. Vissa av bilderna antydde ett samband mellan islam, terrorism och kvinnoförtryck.
Syftet med publiceringen var enligt tidningen att väcka debatt kring press- och yttrandefriheten. Publiceringen ledde till häftiga protester från muslimska grupper, som bland annat hävdade att bilderna var kränkande, rasistiska och ett uttryck för islamofobi. Libyen, Saudiarabien och Iran drog tillbaka sina ambassadörer från Danmark och i flera länder bojkottades danska produkter. Efter att ha fått mottaga ett flertal mordhot gick två av tecknarna under jorden.

## Bakgrund
Bakgrunden till bildpubliceringen var att författaren Kåre Bluitgen under arbetet på sin bok Koranen og profeten Muhammeds liv inledningsvis inte lyckades hitta några illustratörer som var villiga att illustrera hans bok. Tre tecknare avböjde erbjudanden från Bluitgen innan han lyckades hitta en illustratör som ville vara anonym. Enligt Bluitgen själv avstod en av tecknarna med hänvisning till mordet på Theo van Gogh. Detta sågs som ”självcensur” i Danmark och orsakade en hel del debatt. Som en följd av debatten inledde Jyllands-Posten en artikelserie där kulturredaktören Flemming Rose uppmanade danska tecknare att rita Muhammed så som de själva såg honom. Tidningen fick in 40 bidrag och tolv av dessa publicerades i Jyllands-Posten den 30 september 2005.

### Kontrovers
Inom betydande delar av islam råder förbud för all form av avbildning av islams profeter då detta anses kunna leda till avgudadyrkan, till exempel att de troende börjar dyrka någon profet istället för Gud. Det är i sunni-traditionen av islam som bildförbudet uppkommit. Inom shia och andra traditioner har det, åtminstone i äldre tider, funnits till exempel illustrerade versioner av Koranen som avbildar profeten Muhammed i bild. Men sunni-muslimernas inställning har under 1900-talet fått ett växande inflytande.
I västvärlden förekommer flera av islams profeter avbildade i kulturen, inte minst personer som samtidigt råkar vara viktiga bibliska personer. Jesus, Moses och Abraham avbildas till exempel ofta i västerländsk konst. Försvaret för publiceringen har främst stött sig på yttrande-, tryck- och pressfriheten. Kritiken mot publiceringen, från både muslimer och andra, har inte diskuterat avbildandet i sig så mycket som det förakt för islam vissa bilder upplevs uttrycka. Främst Kurt Westergaards bild där Muhammed porträtteras som en terrorist har väckt ilska.
Jyllands-Posten refuserade 2003 karikatyrteckningar av Jesus Kristus från tecknaren Christoffer Zieler, vilket tidningens söndagsredaktör Jens Kaiser motiverade med att: "Jag tror inte att Jyllands-Postens läsare kommer att ha roligt åt teckningen. Faktiskt tror jag att den kommer att utlösa ett ramaskri. Därför kommer jag inte att använda den". Enligt Zieler är detta ett bevis på att Jylland-Posten sätter kristna läsares känslor högre än muslimska läsares. Dock har Jyllands-Posten vid andra tillfällen publicerat karikatyrer av figurer ur kristendomens historia.

## Omvärldens reaktion

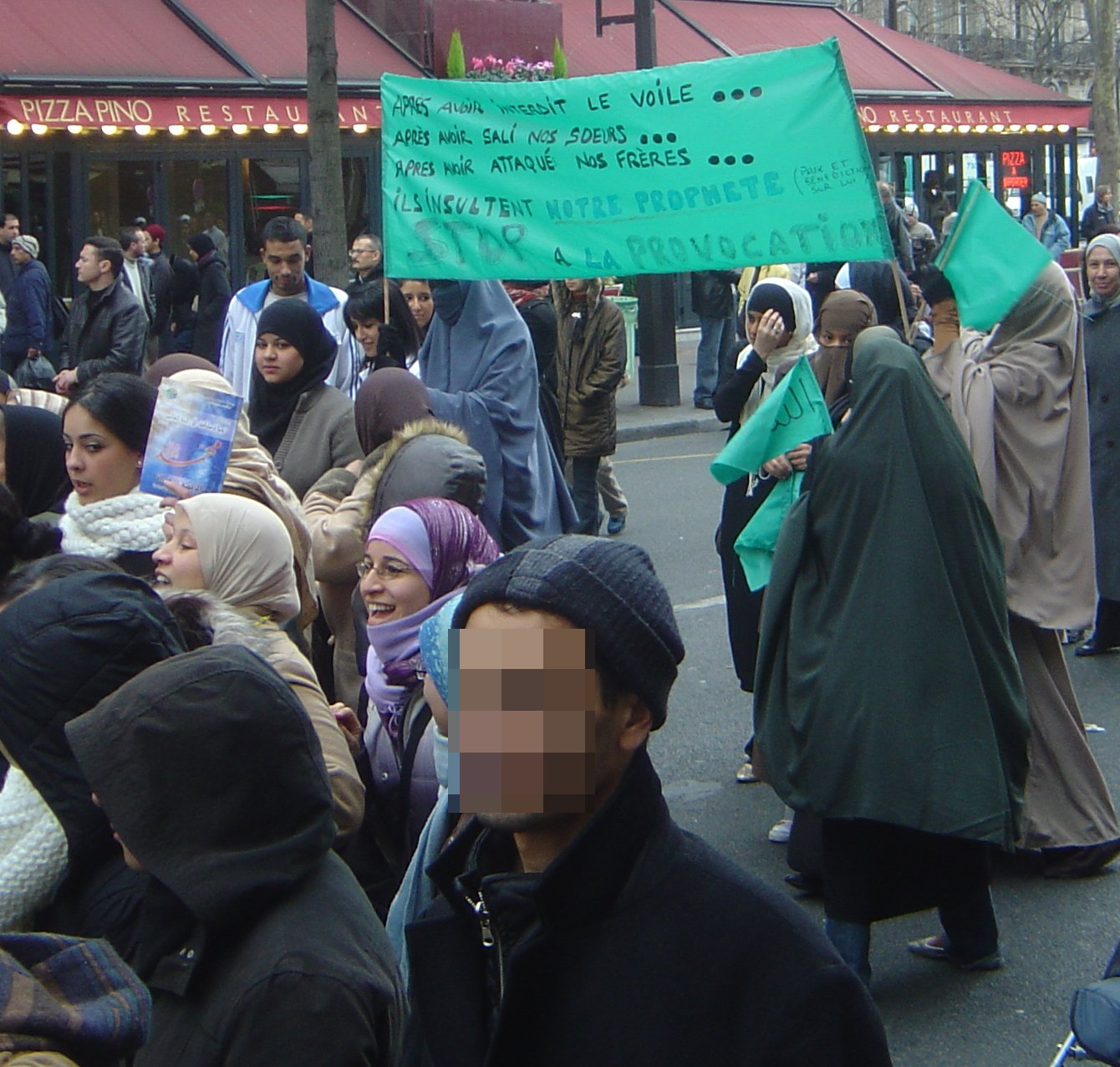
Offentlig protest i Paris den 11 februari 2006 (Mer media från protesten)

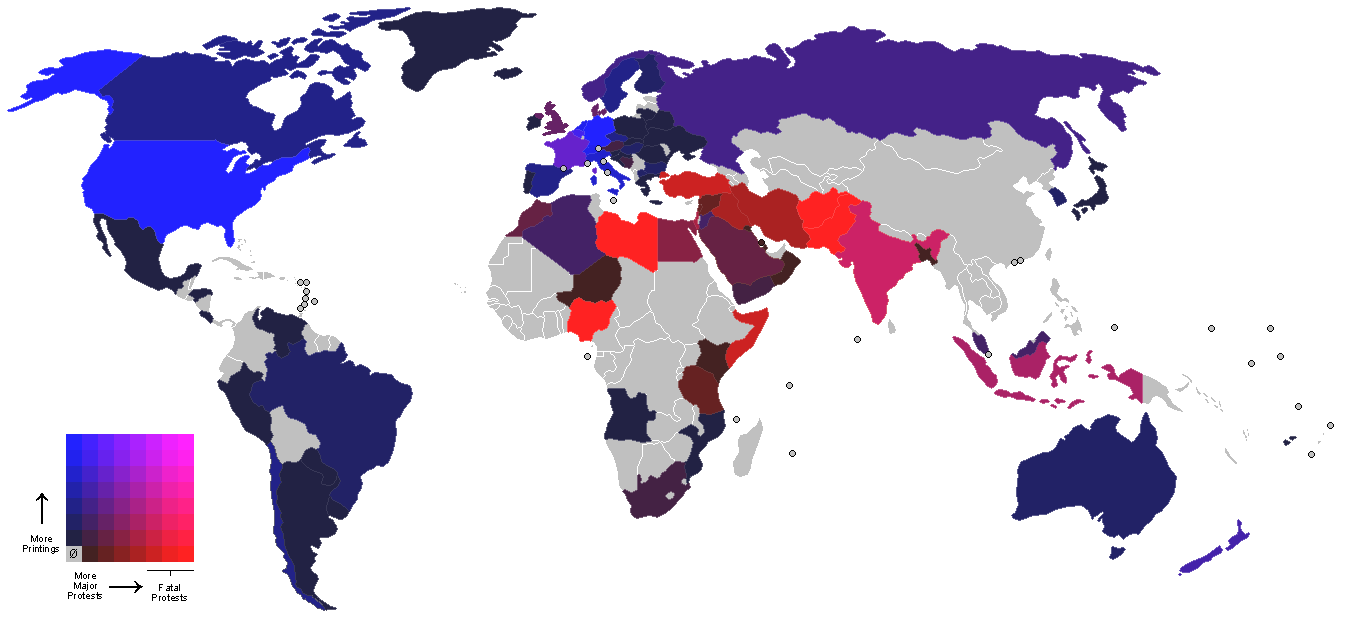
De röda områdena visar var protesterna har varit som värst och de blåa områdena visar var bilderna har publicerats. Lila områden är länder där bilderna publicerats och protester förekommit.

Reaktionen har drabbat även Norge och Sverige eftersom de tolv teckningarna i januari publicerats i den norska tidskriften Magazinet och enstaka bilder tryckts i svenska dagstidningar som diskuterat händelsen. Handelsbojkotten har främst drabbat Arla Foods, som är ett dansk-svenskt företag med en stor marknad i Mellanöstern. Dödshot har framställts mot såväl tecknarna som tidningsredaktionen (från marginella grupper såsom den muslimska ungdomsorganisationen i Pakistan). Nordiska turister och resenärer har uppmanats vara försiktiga, särskilt i Gazaremsan och på Västbanken. Sveriges och Danmarks ambassader sattes i brand i Syriens huvudstad Damaskus med stora materiella skador som följd.
Reaktionen baseras på vad som skrivs i lokala tidningar och på rykten, eftersom få i aktuella länder sett teckningarna. Utseendet på teckningarna enligt ryktena är betydligt värre än i verkligheten, då flera orelaterade karikatyrer publicerats på många håll (bland annat en man med ett grishuvud som påstods vara en Muhammedkarikatyr), bland annat av de danska imamer som turnerade i Mellanöstern. Mot bakgrund av detta har reaktionen blivit så oväntat stark. Dessutom spreds i samband med demonstrationerna många lögner, till exempel att danskar skulle ha bränt koraner under en motdemonstration.
En reaktion som ville svara med samma mynt kom från Hamshahri, en tidning i Iran, som 6 februari 2006 utlyste en tävling för skämtteckningar om förintelsen, med motiveringen att förbudet i flera västländer mot att ifrågasätta förintelsen var jämförbar med islams bildförbud och prov på dubbelmoral i fråga om yttrandefrihet. Flemming Rose kungjorde genast att han skulle publicera samma skämtteckningar samma dag som Hamshahri, men han blev skarpt emotsagt av Jyllands-Postens chefredaktör. Tävlingen avslutades i november 2006 och enstaka vinnarbidrag har senare nått fram till europeiska tidningar, också Jyllands-Posten.

## Beskrivning av bilderna
- Muhammed som en vandringsman i öknen med en åsna i följe.
- Muhammeds ansikte i form av islams stjärna och halvmåne.
- Muhammed med en gloria i form av en halvmåne. Placeringen av glorian ger intryck av en skenhelig profet med djävulshorn.
- Muhammed som en Ayatolla Khomeini-liknande självmordsbombare med turbanen utformad som en bomb och med den muslimska trosbekännelsen shahadah skriven på bomben. Detta är den mest kontroversiella bilden och den som väckt störst irritation bland muslimer. Bilden är ritad av Kurt Westergaard, Jyllands-Postens egen karikatyrtecknare.
- En nervös tecknare som ritar Muhammed (anspelar på situationen).
- Karikatyr på Kåre Bluitgen, iförd en turban, som håller ett pappersark med en streckgubbe föreställande Muhammed. I turbanen ligger en apelsin med texten PR-stunt. (Det danska idiomet ”få en appelsin i ens turban” betyder ungefär att något oväntat positivt sker för en. I detta fallet syftar det på Bluitgen som får oväntad publicitet för sin bok.)
- En bild på en invandrarpojke från Valbyskolan 7A i Köpenhamn som råkar heta just Muhammed. På tavlan bakom Muhammed står ”Jyllands-Postens redaktion är en flock reaktionära provokatörer” skrivet på persiska. Bilden, som är tecknad av Lars Refn, var i själva verket en noga iscensatt protest mot publiceringen. "Tidningen var enligt min åsikt från början enbart ute efter att provocera."[2]. Jyllands-Postens redaktion var vid publiceringstillfället heller inte medvetna om vad den persiska texten på tavlan egentligen betydde.[3]
- Muhammed med ett draget svärd framför två niqabförsedda kvinnor. Luckan för ögonen i kvinnornas dräkter kompletteras med en anonymiserande svart ruta framför Muhammed ögon.
- Muhammed i himlen som hindrar några självmordsbombare med att säga ”Stopp! Stopp! Vi har slut på oskulder!”.
- Några arga araber som hindras av en annan som säger, ”Lugn vänner, när allt kommer till kritan är det bara en teckning gjord av en otrogen sydjylländare”.
- Karikatyr med halvmånar och davidsstjärnor samt en dikt: "Profet! Med kuk og knald i låget som holder kvinder under åget!"'. ("Profet! Knäpp och korkad gammal tok som håller kvinnor under ok!")
- En vittneskonfrontation där vittnet förmodligen skall peka ut Muhammed. Bland de misstänkta står Kåre Bluitgen, Pia Kjærsgaard, en hippie samt några religiösa figurer (sannolikt Buddha, Jesus, någon indisk guru och Muhammed). Vittnet säger ”Hmm, jag kan liksom inte känna igen honom...”

### Ytterligare bilder
Med på den resa som gjordes av danska imamer vid nyårstiden, hade de bilderna ovan plus fler som de påstod hade publicerats i Danmark, vilket det inte finns något som tyder på.
- Ett foto av en man utklädd till gris med tryne och grisöron, och bildtext "Detta är Mohammeds sanna ansikte". Bilden var enligt media, Sydsvenskan 9 februari 2006, ett foto av den franske bilmekanikern Jacques Barrot från den årliga grisfestivalen i Trie-sur-Baise i Frankrike 2005. Fotot hade alltså inte något med Muhammed, Islam eller Jyllands-Posten att göra utan användes uppenbarligen enbart i ont syfte av den "danske" imamen Achmed Akkari på hans resa till Mellanöstern. I Sydsvenskan 9 februari 2006 rapporterades det bland annat att dansk TV försökte få ett svar från imamen Achmed Akkari på frågan hur han själv och de falska bilderna bidragit till konfliktens våldsamhet. Akkari, som själv var med på resan och är talesman för Islamisk Trossamfund, vägrade och lämnade lokalen. Bilden har väckt stor vrede i Mellanöstern. Brittiska BBC beklagade igår att man visat den i TV-inslag som sänts i regionen, utan att förstå att den inte var en av Jyllands-Postens teckningar."
- Ett foto av en man i muslimsk böneställning, med en hund på ryggen. Hundar anses orena och får absolut inte vara i moskéer. Muslimer är noga med renheten vid bön.
- En teckning av en skäggig man med djävulshorn och texten "Pedofilen profet Mohammed".
- Som reaktion på hoten från svenska muslimer mot Lars Vilks Muhammedteckningar gjorde svenska folket sina egna bilder och laddade upp på internetforumet Flashback och en blogg skapades med över 800 Muhammedbilder.

Jyllands-Posten beklagade deras existens i sin ursäkt: Siden har der i den muslimske verden cirkuleret nogle krænkende tegninger, som aldrig har været bragt i Jyllands-Posten, og som vi aldrig ville have bragt, hvis vi havde fået dem tilbudt. Vi ville have afvist dem med henvisning til, at de krænkede vore etiske grænser. Jyllands-Posten lægger vægt på at holde en høj etisk standard, som bygger på respekt for vore grundlæggende værdier. Derfor er det ekstra beklageligt, at disse tegninger er blevet præsenteret, som om de havde noget med Jyllands-Posten at gøre.

## Händelseförlopp
- 2005
  - 30 september publiceras bilderna i Jyllands-Posten.
  - Oktober 2005 tas händelsen upp av den arabiska satellitkanalen al-Jazira. Senare samma månad polisanmäldes Jyllands-Posten av en grupp danska muslimska organisationer. I januari kom beskedet att publiceringen inte är åtalbar.
  - 19 oktober ber elva ambassadörer från muslimska länder om att få träffa Danmarks statsminister Anders Fogh Rasmussen för att diskutera publiceringen. Rasmussen avvisade detta.
  - I december reser en delegation av Danmarks imamer och rådgör med sina kolleger i Egypten. Senare anklagades imamerna, bland annat av Dansk Folkepartis ledare Pia Kjærsgaard, för att ha rest runt i Mellanöstern och hetsat upp muslimer mot Danmark.
- 2006
  - 7 januari återges två av bilderna i anslutning till en debattartikel av Pernilla Ouis i Expressen, Kvällsposten och Göteborgs-Tidningen.
  - 10 januari publicerar den norska kristna tidskriften Magazinet alla tolv bilder.
  - 20 januari uppmanar religiösa ledare i Saudiarabien till allmän muslimsk bojkott av danska varor.
  - 20 januari drar Saudiarabien tillbaka sin ambassadör från Danmark.
  - 30 januari stormas ett EU-kontor i Gaza av beväpnade män som kräver en ursäkt.
  - 31 januari
    - går Jyllands-Posten ut med ett pressmeddelande där man beklagar om vissa muslimer har känt sig kränkta av teckningarna men försvarar samtidigt publiceringen.
    - gjorde statsministern Anders Fogh Rasmussen ett uttalande, där han hänvisade till Danmarks pressfrihet men tillade att han personligen aldrig skulle publicera något som kan tänkas kränka någons religiösa uppfattning. Flera imamer och muslimska representanter har meddelat att dessa ursäkter är för vaga och allmänna.

  - 2 februari
    - utfärdar Sheikh Hussain Halawa, imam och generalsekreterare i det europeiska rådet för fatwa och forskning, en fatwa som säger att muslimer bör protestera fredligt mot teckningarna, och undvika att förolämpa människor som tillhör andra religioner.

  - 3 februari
    - publiceras bilderna i franska, isländska, italienska, spanska och tyska tidningar.
    - stormas Danmarks ambassad i Jakarta

  - 4 februari
    - stormas byggnaden som huserar Danmarks ambassad i Damaskus och stacks i brand. Sveriges och Chiles ambassader, som ligger i samma byggnad, eldhärjades också.[5] Även Norges ambassad i Damaskus attackerades.
    - utbröt kravaller i Danmark då danska nynazister samlats för att bränna koranen. Muslimer och anarkister samlades för att hindra dem. Flera svenskar fanns bland de 179 som greps av polisen.

  - 5 februari
    - demonstrerar 20 000 människor i Libanons huvudstad Beirut mot Danmark och tänder eld på det danska konsulatet. En 17-årig pojke bränns till döds.
    - avgår Libanons inrikesminister Hassan al-Sabaa med anledning av att man inte lyckats förhindra angreppet mot det danska konsulatet.
    - återkallar Iran sin ambassadör från Danmark.
    - skjuter en 16-årig gymnasist i Turkiet den 61-årige italienske prästen Andrea Santoro när han är försänkt i bön. 16-åringen säger till polisen att han var påverkad av sin ilska mot de danska Muhammed-karikatyrerna.

  - 6 februari
    - dödas fyra personer i samband med demonstrationer mot bilderna i Afghanistan.
    - skjuts en 14-årig pojke till döds av kravallpolis i Somalia i samband med en demonstration mot bilderna.

  - 7 februari
    - dödas tre personer i samband med kravaller i Afghanistan. Den afghanska polisen och norska NATO-styrkor skyller dödsskjutningen på varandra. Två norska soldater blir lindrigt skadade.
    - uppmanar Muslimska Brödraskapet världens muslimer att "inte attackera (danska) institutioner, låta protesterna expandera eller omvandla dem till en civilisationskonflikt".

  - 8 februari
    - dödas två personer i samband med kravaller i Afghanistan. Sammanlagt tio personer har nu dödats i Afghanistan.
    - säger Jyllands-Postens kulturchef Flemming Rose i en TV-intervju att tidningen även skulle publicera karikatyrer av Förintelsen. Jyllands-Postens chefredaktör gick senare ut och sa att tidningen inte skulle publicera sådana karikatyrer.[6]

  - 9 februari
    - Den franska satirtidningen Charlie Hebdo publicerar bilderna.
    - demonstrerar hundratusentals människor i Beirut.
    - stängs Sverigedemokraternas webbplatser ned sedan Säkerhetspolisen och personal från utrikesdepartementet kontaktat internetleverantören Levonline.[7].

  - 10 februari
    - anordnar ett antal svenska organisationer (bland andra Sveriges unga muslimer, Sveriges muslimska råd och Svenska kyrkans unga) en manifestation för yttrandefrihet, mot publiceringen och mot våldsamma reaktioner.

  - 14 februari
    - påtar sig danska imamer en "tredjedel" av skulden för konflikten och att den blivit så stor. Detta med tanke på att de reste runt i Mellanöstern och drev upp känslorna mot Danmark. [8]
    - två personer dödas i samband med protester mot bilderna i Lahore i Pakistan.[9]

  - 17 februari
    - Danmark stänger sin ambassad i Pakistan av säkerhetsskäl.[10]
    - Nio personer rapporteras ha dödas i sammandrabbningar mellan kravallpolis och demonstranter utanför Italiens konsulat i Libyen. Demonstranterna protesterade mot Italiens reformminister Roberto Calderolis antiislamistiska uttalanden rörande Muhammedteckningarna. Italiens premiärminister Silvio Berlusconi uppmanar Calderoni att avgå.[11]
    - Fatwa för hädelse utfärdas av imamen Maulana Yousaf Qureshi i Peshawar, Pakistan.

  - 18 februari
    - Indiske delstatsministern Mohammed Yaqoob Qureshi uppges ha fäst ett pris på tecknarens huvud.[12]
    - Femton människor dödas i samband med en demonstration mot bilderna i norra Nigeria. De flesta av de döda uppges ha varit kristna som angreps efter att polisen skingrat demonstrationen. Elva kyrkor brändes också ned.[13]

  - 21 mars
    - Sveriges utrikesminister Laila Freivalds avgår då det står klart att UD-tjänstemannen som var inblandad i nedsläckningen av Sverigedemokraternas webbpublicering av bilderna 9 februari 2006 agerade med hennes vetskap.[14]
- 2007
  - 22 mars
    - Den franska satirtidningen Charlie Hebdo frias av fransk domstol efter att ha stämts av Stora moskén i Paris och Unionen av islamiska organisationer i Frankrike för att ha förolämpat en grupp människor på grund av deras religiösa tro i och med tidningens publicering av bilderna.[15]
- 2008
  - 13 februari
    - Ytterligare elva danska tidningar och Sydsvenskan trycker Muhammedbilderna.[16][17]
    - Samma dag kallade Irans Utrikesministerium till sig Danmarks ambassadör i Teheran för att överlämna "ett starkt fördömande" av de danska tidningarnas publicering av Muhammedteckningarna.[källa behövs]

  - 14 februari
    - Danska och svenska flaggor skändas och bränns i protester i Pakistans huvudstad, Islamabad. Protesterna är direkt riktade mot Muhammedbilderna som publicerades i de danska medierna och Sydsvenskan.[18]

  - 15 februari
    - De protester som ägde rum i den invandrartäta stadsdelen Nørrebro utanför Köpenhamn hade inga direkta kopplingar till publiceringen av Muhammedbilderna. Däremot hade utvisningen av de två tunisierna, som misstänks för mordplanerna på Westergaard det.[19]
- 2010
  - 29 december
    - Fem personer grips för förberedelse till terrorattentat mot Jyllands-Posten. Tre av de gripna har svenskt medborgarskap.[20]
- 2015
  - 7 januari
    - Attentatsmän attackerar den franska satirtidningen Charlie Hebdos redaktion och mördar 11 människor i byggnaden. Attentatsmännen uppger tidningens publicering av bilderna som motiv till attacken.[21]
- 2020
  - 1 september
    - Franska satirtidningen Charlie Hebdo återpublicerar bilderna samma dag som rättegången mot personer anklagade för delaktighet i attentatet mot tidningens redaktion 2015 inleds.[22]